# کانوی (آرکانزاس)
کانوی (به انگلیسی: Conway) شهری در ایالت آرکانزاس در آمریکا است. جمعیت این شهر در سال ۲۰۱۰ حدود ۵۸٬۰۰۰ نفر بود و این شهر هفتمین شهر بزرگ ایالت آرکانزاس است. این شهر جزئی از منطقه شهری لیتل راک است.

## مراکز دانشگاهی
- دانشگاه آرکانزاس مرکزی

## شهروندان برجسته
کریس آلن